# سفارة المجر في كرواتيا
سفارة المجر في كرواتيا هي أرفع تمثيل دبلوماسي لدولة المجر لدى كرواتيا. تقع السفارة في زغرب وهي تهدف لتعزيز المصالح المجرية في كرواتيا.

## وصلات خارجية
- الموقع الرسمي
- قائمة سفارات المجر
- قائمة السفارات في كرواتيا